# Xavier Lacouture
 (novembre 2017).
Ne doit pas être confondu avec Xavier Couture.
Pour les articles homonymes, voir Lacouture.
Xavier Lacouture est un auteur-compositeur-interprète français.

## Biographie
Xavier Lacouture naît le 21 mars 1951 à Coudekerque-Branche dans le nord de la France.
Il entame à Lille des études en kinésithérapie et intègre le groupe de folk électrique La Cour des miracles.
Il commence alors à écrire ses premières chansons. En 1979, il monte à Paris et commence à se produire dans divers cabarets : " Chez Georges", "le Tire-bouchon", "le Port du salut".

## Discographie
En 1983, il signe son premier 45 tours chez Polydor, Bonjour l'amour (musique de Jean-Claude Bramly). Il faudra attendre 1987 pour que sorte chez CBS son premier album Pile ou face sous le label griffe d'Hervé Bergerat (premier producteur d'Hubert-Félix Thiéfaine).
Suivront en 1992 Rock'n vole, en 1994 Calme et volupté, en 1997 Je fanfaronne, en 2000 Envie d'ailes, en 2003 En attendant l'prochain et, en 2007 l'album Brokanthology.
En 1997, il écrit le livret d'une comédie musicale Défense, Gare aux lions. Cette comédie fera l'objet d'un disque réunissant Georges Moustaki, Gilbert Laffaille, Romain Didier, Monica Passos, Patrick Verbeke, Karim Kacel et Michel Musseau également compositeur et arrangeur des chansons.

## L'écriture
Parallèlement à sa carrière d'auteur interprète, il commence à écrire pour les autres. Pour Nicole Croisille : Tout de toi et Chaud en collaboration avec Gilbert Montagné. Pour David Hallyday : J'ai déserté pour un ange et Fleur cannibale. Il écrit aussi pour la jeune génération : Zoé, Laurent Viel...
Adepte de l'Oulipo, il développe une méthode d'écriture depuis 2003 au Québec pour le Festival de la chanson de Tadoussac et la SPACQ, dans l'océan indien pour voix du Sud, dans l'hexagone pour la Manufacture-chanson et le Studio des Variétés
En 2024 il écrit et co-compose "Vivre à Vimy", l'hymne de la commune de Vimy dans le département du Pas-de-Calais.

## La mise en scène
À la suite de sa rencontre avec Mario Gonzalez (Théâtre du Soleil), pour sa résidence au théâtre A.Vitez d'Ivry, il prend goût au "coaching" et à la mise en scène.
Il met en scène depuis, pour le gala de clôture des "Devos de l'humour", nombre de comédiens issus du café-théâtre (Vincent Roca, Pierre Aucaigne, les Bodin's, Francois Rollin, Hervé Devolder, Choc Frontal, Wally ) ainsi que plusieurs spectacles musicaux, "L'arbre à musique" sur des chansons de Francis Lemarque par Jacques Haurogné, Laurent Viel pour ses spectacles "Viel chante Brel" "Viel chante Barbara" ", "D'Eon dit le chevalier", "Gare aux grands singes" spectacle musico-circassien par la Rasbaïa, les comédies musicales "les Zouzouilles", ""Graines de Germinal" , "Mitoyens, mitoyennes", "Dukass", "Mélodies chroniques" par Patrice mercier, "Tribu Nougaro" par Laurent Malot.
En 2023 il écrit le spectacle "Vertige de labour" créé et joué en juin dans le cadre du festival de Loos-en-Gohelle, les Gohelliades.